# Cas de conscience (film, 1939)
Pour les articles homonymes, voir Cas de conscience.
Pour plus de détails, voir Fiche technique et Distribution.
Cas de conscience est un film français réalisé par Walter Kapps, sorti en 1939.

## Fiche technique
- Titre : Cas de conscience
- Autre titre : Le Créancier
- Réalisation : Walter Kapps
- Scénario et dialogues : Léopold Gomez[1],[2]
- Décors : Claude Bouxin[3],[4], Roland Quignon
- Photographie : Henri Barreyre
- Son : Maurice Carrouet
- Montage : Boris des Aubrys, Maurice Serein
- Musique : Marcel Kapps[5]
- Société de production : Société de production du film Cas de conscience
- Pays d'origine :  France
- Format : Noir et blanc - 1,37:1 - 35 mm
- Genre : Drame
- Durée : 86 minutes
- Date de sortie : 
  - France, 18 mai 1939

## Distribution
- Suzy Prim : Madeleine
- Jules Berry : Laurent Arnoux
- Roger Karl : Jacques
- Colette Darfeuil : Doriane
- Marthe Mussine : Pierrette
- Jean Toulout : Antoine
- Albert Broquin : le régisseur
- Charles Lemontier : le reporter de Radio-Cité
- Tito Angelo : le chanteur
- René Desormes : René, le doyen
- Nita Georges : la mère
- France Marion : Fernande
- Fred Poulin
- André Pellenc
- Viola Vareyne